# Unterland (circonscription électorale)
La circonscription d'Unterland (en allemand : Wahlkreis Unterland) est une des deux circonscriptions électorales du Liechtenstein. Elle comporte 10 sièges au Landtag.
Ses frontières actuelles correspondent à la Seigneurie de Schellenberg (en allemand : Herrschaft Schellenberg).

## Géographie
Le district est moins peuplé que la circonscription d'Oberland. Il s'étend sur la partie nord du pays comprenant cinq communes.
| Communes     | Population (en 2020) | Superficie (en km²) | Hameaux            |
| ------------ | -------------------- | ------------------- | ------------------ |
| Eschen       | 4 509                | 10,3                | Nendeln            |
| Gamprin      | 1 687                | 6,1                 | Bendern            |
| Mauren       | 4 395                | 7,5                 | Schaanwald         |
| Ruggell      | 2 322                | 7,4                 | aucun              |
| Schellenberg | 1 107                | 3,5                 | Hinterschellenberg |